# Polessk
Polessk (ryska Поле́сск; tyska: Labiau) är en stad i Kaliningrad oblast, den ryska exklav som ligger mellan Polen och Litauen vid Östersjön nära Kurisches haff. Folkmängden uppgår till cirka 7 000 invånare.

## Historia
Staden var främst känd för sitt slott, uppfört av Tyska orden 1277 och för fördraget i Labiau som kung Karl X Gustav där ingick 20 november 1656 med kurfursten Fredrik Vilhelm av Brandenburg. I fördraget förnyades det i Marienburg i juni samma år ingångna vapenförbundet och Karl Gustav avsade sig länshögheten över Ostpreussen samt medgav kurfursten och hans efterträdare suveräniteten över detta land, varigenom första grunden lades till kungariket Preussen.
Under preussiskt styre var Labiau kretsstad i regeringsområdet Königsberg i Ostpreussen. 1905 hade orten 4 512 invånare.
Efter Tysklands nederlag i andra världskriget 1945 tillföll orten Sovjetunionen och bytte namn till Pollesk.